# Bayi (Nyingchi)

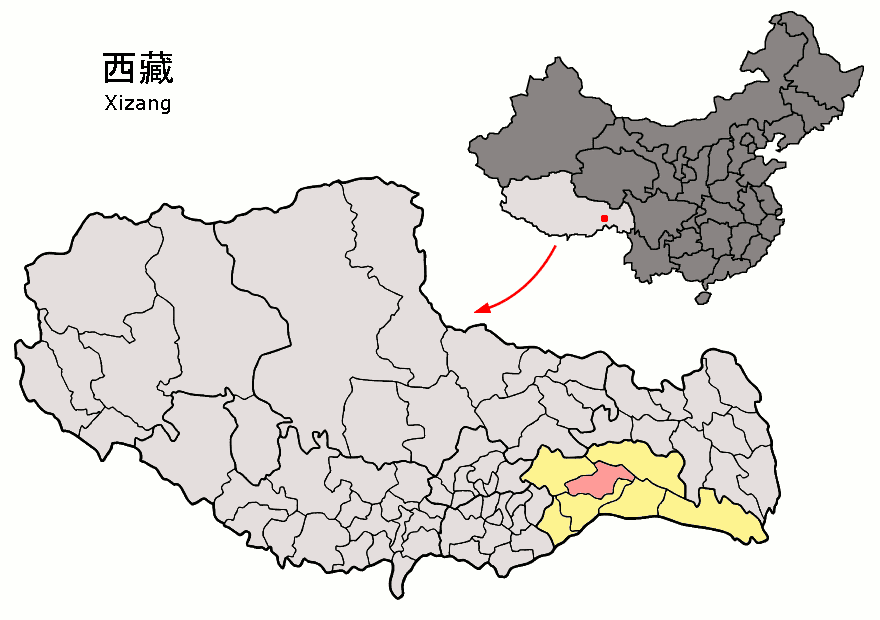
Lage des Stadtbezirks Bayi (rosa) in der Stadt Nyingchi (gelb)

Bayi (tibetisch བྲག་ཡིབ་གྲོང་ཆུས།, Umschrift nach Wylie brgyad gcig, chinesisch 巴宜区, Pinyin Bāyí Qū) ist ein Stadtbezirk der Stadt Nyingchi im Autonomen Gebiet Tibet der Volksrepublik China. Der Stadtbezirk hat eine Fläche von 8.545 km² und zählt 84.254 Einwohner (Stand: Zensus 2020).

## Administrative Gliederung
Auf Gemeindeebene setzt sich Bayi aus vier Großgemeinden, zwei Gemeinden und einer Nationalitätengemeinde zusammen. Diese sind:
- Großgemeinde Bayi (八一镇), Hauptort, Sitz der Stadtregierung;
- Großgemeinde Bêba (百巴镇);
- Großgemeinde Lunang (鲁朗镇);
- Großgemeinde Nyingchi (林芝镇);
- Gemeinde Puqu (布久乡);
- Gemeinde Mainri (米瑞乡);
- Gemeinde Güncang der Monba (更章门巴族乡).